# Lobotos
Lobotos – rodzaj ptaków z podrodziny liszkojadów (Campephaginae) w obrębie rodziny liszkojadów (Campephagidae).

## Zasięg występowania
Rodzaj obejmuje gatunki występujące w Czarnej Afryce.

## Morfologia
Długość ciała 19–21 cm; masa ciała 29–37 g.

## Systematyka
Rodzaj zdefiniował w 1850 roku niemiecki przyrodnik Ludwig Reichenbach w publikacji swojego autorstwa Avium systema naturale jednocześnie nie wyznaczając gatunku typowego. W ramach późniejszego oznaczenia w 1855 roku angielski ornitolog George Robert Gray na gatunek typowy wyznaczył liszkojada złotobrzuchego (L. lobatus).

### Etymologia
- Lobotos: gr. λοβος lobos „płatek”[7].
- Cyrtes: gr. κυρτην kurtēn „garb”, od κυπτω kuptō „schylać się”[8]. Typ nomenklatoryczny: Ampelis phoenicea Latham, 1790.

### Podział systematyczny
Do rodzaju należą następujące gatunki:
- Lobotos lobatus (Temminck, 1824) – liszkojad złotobrzuchy
- Lobotos oriolinus G.L. Bates, 1909 – liszkojad płatkolicy